# Tom Scott (muzyk)
Tom Scott (ur. 19 maja 1948 w Los Angeles) – amerykański saksofonista i kompozytor jazzowy.
Scott w swoim dorobku posiada solowe nagrania, dyrygowanie oraz współpracę z różnymi artystami, takimi jak Whitney Houston, Barbra Streisand, Joni Mitchell, Steely Dan, Quincy Jones czy Frank Sinatra. Znany z uczestnictwa w formacji Blues Brothers Band, z którą nagrał płytę Briefcase Full of Blues.
Tom Scott był także kandydatem do 13 nagród Grammy, z których zdobył 3.

## Dyskografia
- 1968 – Honeysuckle Breeze (Impulse)
- 1969 – Rural Still Life (Impulse)
- 1970 – Hair To Jazz (Flying Dutchman)
- 1971 – Paint Your Wagon (Flying Dutchman)
- 1972 – Great Scott (A & M)
- 1974 – Tom Scott & L.A. Express (Ode)
- 1975 – Tom Cat (Ode)
- 1976 – New York Connection (Ode)
- 1977 – Blow It Out (Epic/Ode)
- 1978 – Intimate Strangers (Columbia)
- 1979 – Street Beat (Columbia)
- 1981 – Apple Juice (Columbia)
- 1984 – Desire (Electra Musician)
- 1985 – Target (Atlantic)
- 1986 – One Night, One Day (Soundwings)
- 1987 – Streamlines (GRP)
- 1988 – Flashpoint (GRP)
- 1990 – Them Changes (GRP)
- 1991 – Keep This Love Alive (GRP)
- 1992 – Born Again (GRP)
- 1994 – Reed My Lips (GRP)
- 1995 – Night Creatures (GRP)
- 1996 – Bluestreak (con L.A. Express)(GRP)
- 1997 – Priceless Jazz (GRP)
- 1999 – Smokin Section (Windham Hill Jazz)
- 2003 – Newfound Freedom (Higher Octave)
- 2006 – BeBop United (MCG Jazz)
- 2006 – The Very Best of Tom Scott (GRP)
- 2008 – Cannon Re-Loaded (Concord Records)